# Heinkel HD 41
Хейнкель HD 41 (нем. Heinkel HD  41) — немецкий самолёт-разведчик.
HD 41 был разработан в 1929 году. Это был двухместный двухстоечный биплан смешенной конструкции, оснащенный французским двигателем Jupiter VI (520 л. с.). При установке двух передних пулемётов, HD 41 можно использовать в качестве истребителя. Единственный экземпляр самолета  прошел весь комплекс испытаний, но заказов на него не последовало.

## Лётно-технические характеристики
| Модификация                     | HD 41                   |
| Размах крыла, м                 | 11,50                   |
| Длина (на поплавках), м         | 9,81                    |
| Высота (на поплавках), м        | 4,00                    |
| Площадь крыла, м2               | 34,57                   |
| Масса, кг                       |                         |
| пустого самолета (на поплавках) | 1700                    |
| нормальная взлетная             | 2435                    |
| Тип двигателя                   | 1 ПД Siemens Jupiter VI |
| Мощность, л.с.                  | 1 х 520                 |
| Максимальная скорость, км/ч     | 232                     |
| Крейсерская скорость, км/ч      | 200                     |
| Практическая дальность, км      | 950                     |
| Практический потолок, м         | 5000                    |
| Экипаж, чел                     | 2                       |